# Yoichi Itokazu
Yoichi Itokazu –en japonés, 糸数 陽, Itokazu Yoichi– (Nanjo, 24 de mayo de 1991) es un deportista japonés que compite en halterofilia.
Ganó una medalla de plata en el Campeonato Mundial de Halterofilia de 2018, en la categoría de 62 kg. Participó en los Juegos Olímpicos de Río de Janeiro 2016, ocupando el cuarto lugar en la misma categoría.

## Palmarés internacional
| Campeonato Mundial | Campeonato Mundial       | Campeonato Mundial | Campeonato Mundial |
| Año                | Lugar                    | Medalla            | Categoría          |
| ------------------ | ------------------------ | ------------------ | ------------------ |
| 2017               | Anaheim (Estados Unidos) | Medalla de plata   | 62 kg              |